# The Grail (film 1915)
The Grail è un cortometraggio muto del 1915 diretto da William Worthington.

## Produzione
Il film fu prodotto dall'Universal Film Manufacturing Company.

## Distribuzione
Distribuito dall'Universal Film Manufacturing Company , il film - un cortometraggio in due bobine - uscì nelle sale cinematografiche USA il 30 giugno 1915.